# 정전인쇄

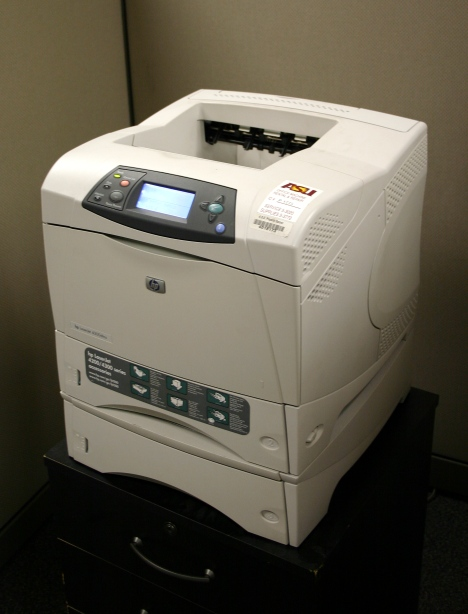

다음은 정전인쇄(靜電印刷, electrostatic printing) 또는 레이저 프린팅(laser printing)에 관한 설명이다.
광선이 닿으면 전기저항이 내려가는 반도체(半導體：셀렌의 박막·산화아연 등)를 대전(帶電)시켜 화상(畵像)을 노광(露光)하면 광선이 닿은 부분만 정전기가 소실(消失)한다 .이 위에에 토너(분말 잉크)를 뿌리면 정전기가 남아 있는 화상 부분만 토너가 흡착되어 화상이 복사된다. 이와 같은 반도체의 현상(現像)을 응용한 것이 정전인쇄로서 최근 여러 방식이 개발되고 있다.
제록스는 셀렌의 박막(薄膜)을 진공증착(眞空蒸著)한 금속판을 사용하는 것으로, 복사나 간이 오프셋 인쇄판의 제작에도 응용되고 있다. 일렉트로팍스는 고순도(高純度)의 산화아연을 도포한 종이를 사용한다. 이것에는 4색의 토너를 액체현상(現像)하여 컬러의 교정쇄(校正刷)를 단시간에 해내는 레마크법도 있다. 이 밖에 정전기의 응용으로서 그라비어 인쇄 때 압동에 정전기를 가해, 인쇄물의 잉크 부착을 개선한 정전그라비어 등도 있다. 또한 스테인리스 강선(鋼線)을 사용한 실크스크린을 통하여 대전시킨 피인쇄체(被印刷體)에 토너를 흡착시키는 정전실크스크린법(과일·계란 등의 인쇄에 응용 개발)도 있다.

## 같이 보기
- 레이저 프린터